# Kaiser-Wilhelm-Denkmal (Wuppertal)

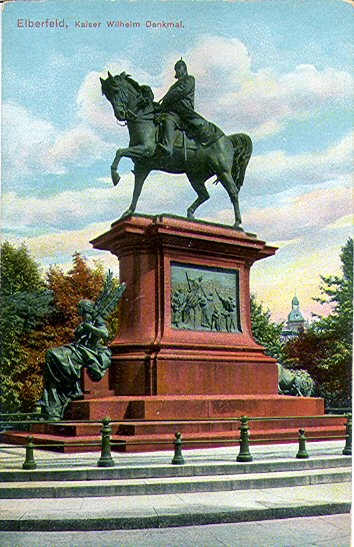
Reiterstandbild mit Kaiser Wilhelm I., Elberfeld

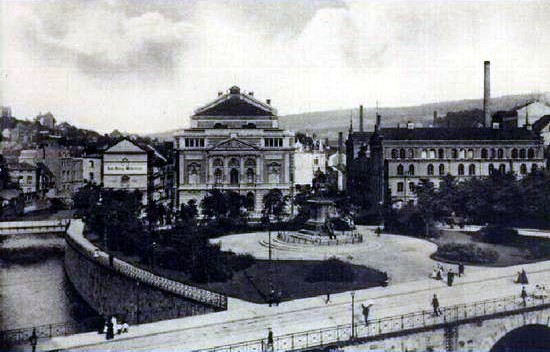
Brausenwerther Platz um 1895, mit der Statue vor dem Stadttheater

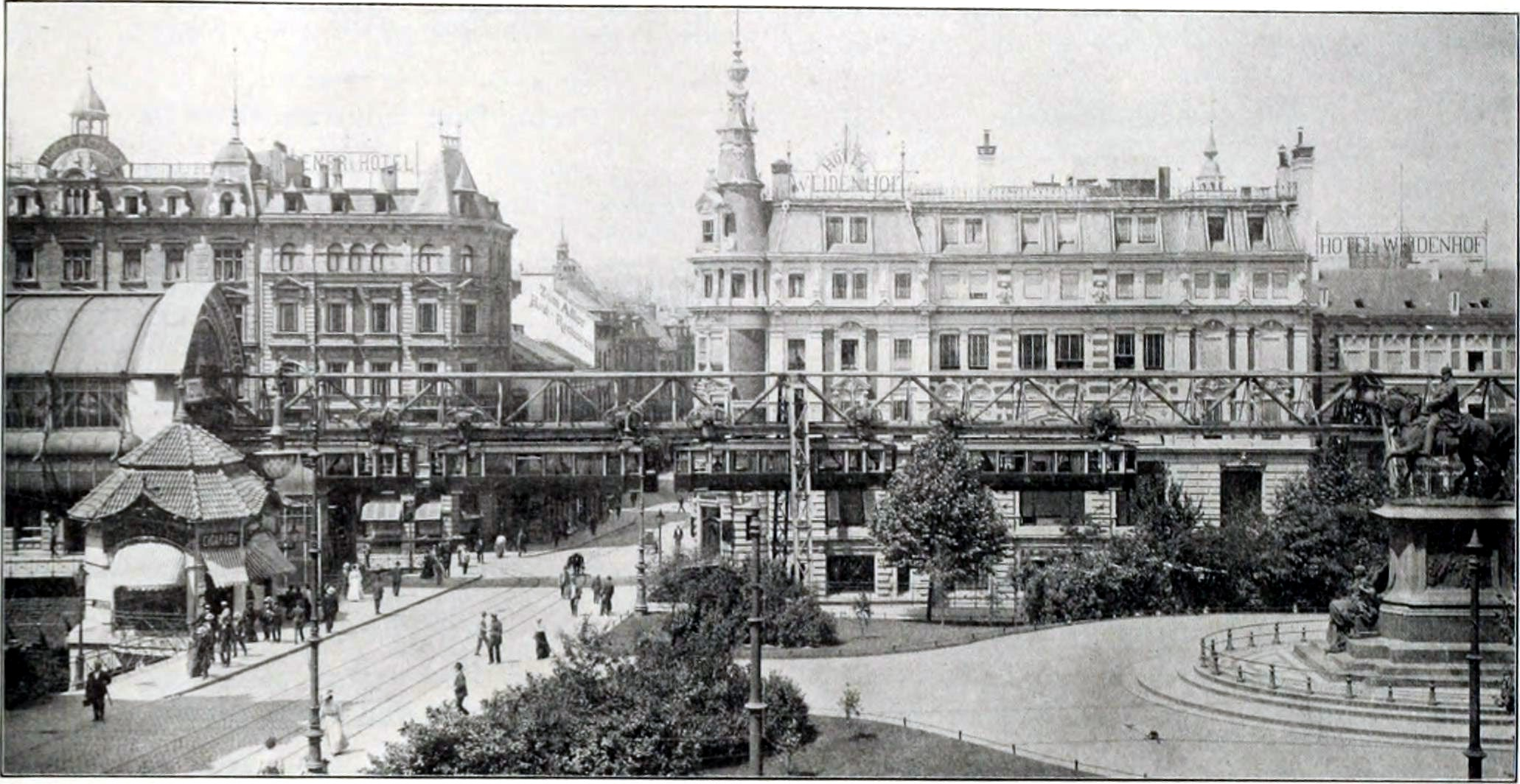
Blick nach Norden, zwischen 1900 und 1926. Rechts das Denkmal, links die Schwebebahnstation Döppersberg

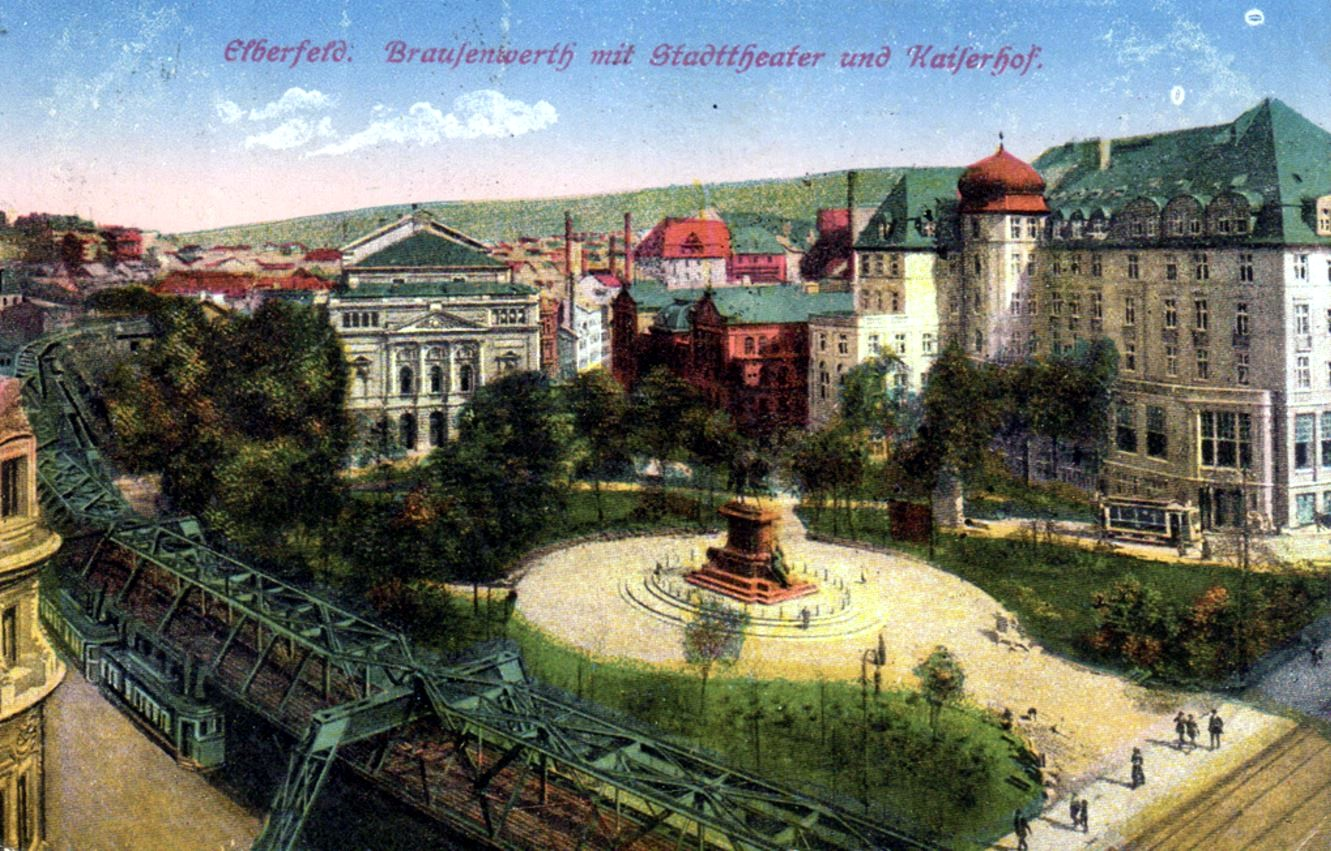
Brausenwerther Platz mit Stadttheater, Badeanstalt, Kaiserhof und Kaiser-Wilhelm-Denkmal, Postkarte um 1910

Das Kaiser-Wilhelm-Denkmal auf dem Brausenwerther Platz (51° 15′ 23″ N, 7° 9′ 6″ O) am Döppersberg in Elberfeld (heute ein Stadtteil von Wuppertal) war ein Kaiser-Wilhelm-Denkmal in Form eines Reiterstandbilds  zu Ehren Kaiser Wilhelms I., 1893 geschaffen vom Bildhauer Gustav Eberlein. Die Bronzestatue wurde 1937 in verkleinertem Umfang in den Deweerth’schen Garten versetzt (51° 15′ 15″ N, 7° 7′ 59″ O) und etwa 1943 zur Kriegsverwendung eingeschmolzen.

## Beschreibung
Das Denkmal zeigte eine Reiterstatue des Kaisers in Feldherrnpose auf einem Granitsockel, an dem sitzend Germania lehnte und mit Schwert und Eiche Symbole des Krieges, mit Lorbeer und Palme aber auch Symbole des Friedens in ihren Händen hielt. Die Rückseite des Werkes zeigte einen die Stufen hinabschreitenden bronzenen Löwen, der unter seinen Pranken Trophäen des Sieges hielt. Die beiden Seitenflächen waren mit Bronzereliefs versehen, die den Auszug und die Heimkehr der Elberfelder Krieger zeigten. Eine kleine Parkanlage umsäumte das am Brausenwerther Platz gelegene Denkmal. Der Platz war im Norden durch die Wupper begrenzt. Südlich dieses Bereichs lag die Rückseite des Hotels Kaiserhof, im Osten das Stadttheater am Brausenwerth, dazwischen im Südosten die Badeanstalt Brausenwerth. Etwas weiter südlich lag unweit der Bahnhof Elberfeld, heute Wuppertal Hauptbahnhof.

## Geschichte

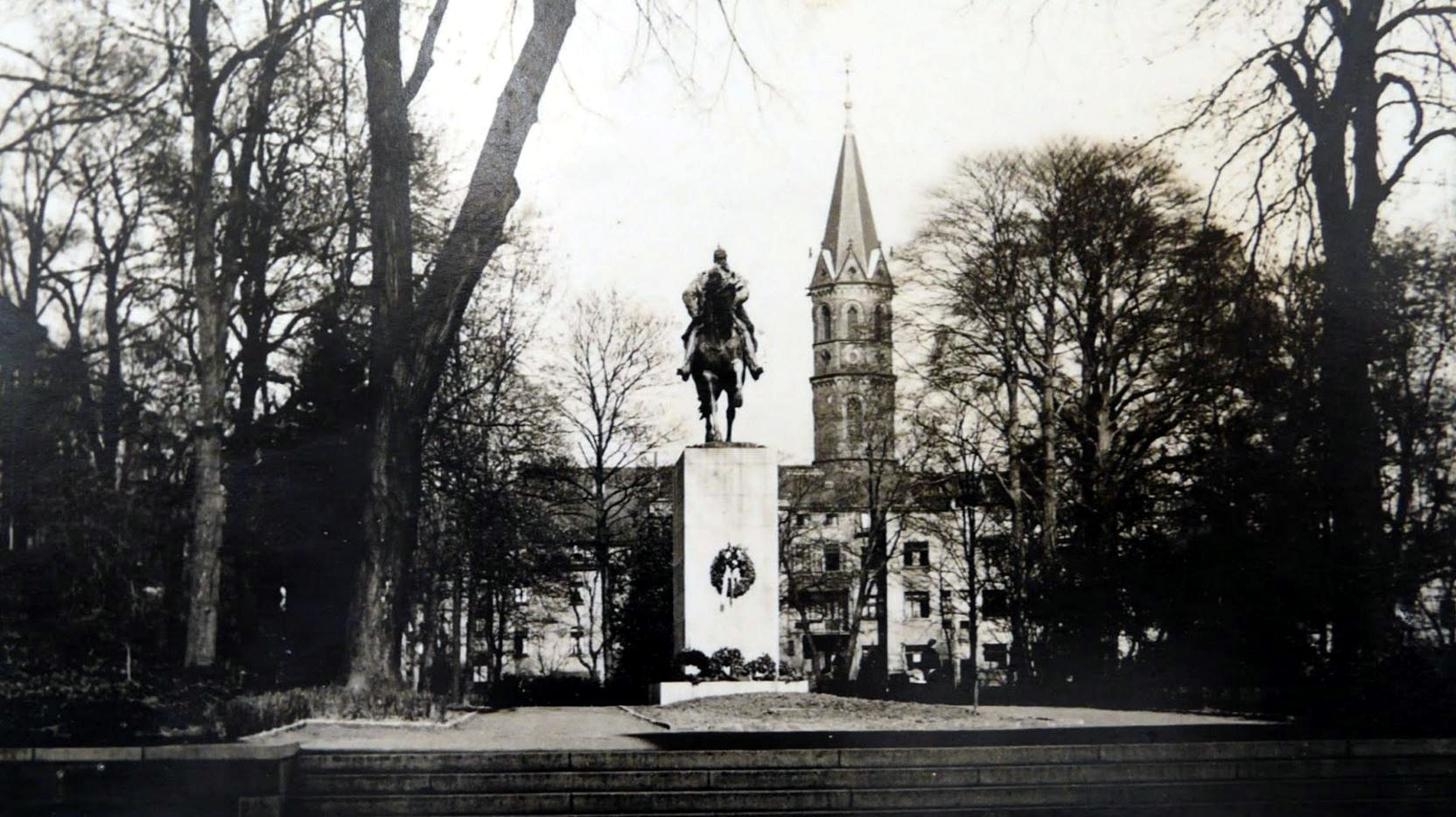
Das Kaiser-Wilhelm-Denkmal im Deweerth’schen Garten, zwischen 1937 und 1943.

Wenige Tage nach dem Tod Kaiser Wilhelms I. am 9. März 1888 reifte in Elberfeld der Entschluss ihm ein Denkmal zu setzen. Mit Sammlungen in der Bevölkerung waren 100.000 Mark zusammengekommen. Gustav Eberlein aus Berlin erhielt den Auftrag zur Ausführung der Bronzestatue, mit deren Einweihung in Anwesenheit vieler Bürger am 18. Oktober 1893 an die Völkerschlacht bei Leipzig erinnert wurde. 1937 gestaltete die von Nationalsozialisten beherrschte Wuppertaler Stadtverwaltung der Brausenwerther Platz verkehrlich neu. Hierfür ließ sie am 25. März das Reiterstandbild von seinem Sockel entfernen, zur vorläufigen Unterbringung in einem Bauschuppen. Der Monarchie zugewandte Kreise protestierten gegen die Maßnahme; so informierten mehrere aufgebrachte Wuppertaler den Urenkel Wilhelms I., Prinz August von Preußen in Berlin, der darauf bei Adolf Hitler intervenierte. Im Dezember wurde die Statue im Deweerth’schen Garten auf einem viereinhalb Meter hohen Sockel erneut aufgestellt, jedoch ohne Germania, den Löwen und die Reliefs.
1942 oder 1943 fand das Bronzedenkmal nach seiner Einschmelzung kriegswichtige Verwendung in deutschen Waffenschmieden. Der 1937 neu im Deweerth’schen Garten geschaffene Sockel ist heute Teil des dort seit 1958 bestehenden Mahnmals für die Opfer des Nationalsozialismus.